# Juan Suárez
Juan Carlos Suárez Rivero (ur. 18 września 1973) – wenezuelski zapaśnik walczący w stylu wolnym. Zajął 29 miejsce na mistrzostwach świata w 1997 i 1999. Piąty zawodnik igrzysk panamerykańskich w 1999. Złoty medalista igrzysk Ameryki Południowej w 1998, a także igrzysk boliwaryjskich w 1997 roku.